# North Washington (Iowa)
Pour les articles homonymes, voir North Washington.
North Washington est une ville du comté de Chickasaw, en Iowa, aux États-Unis. Elle est incorporée le 16 avril 1904. 

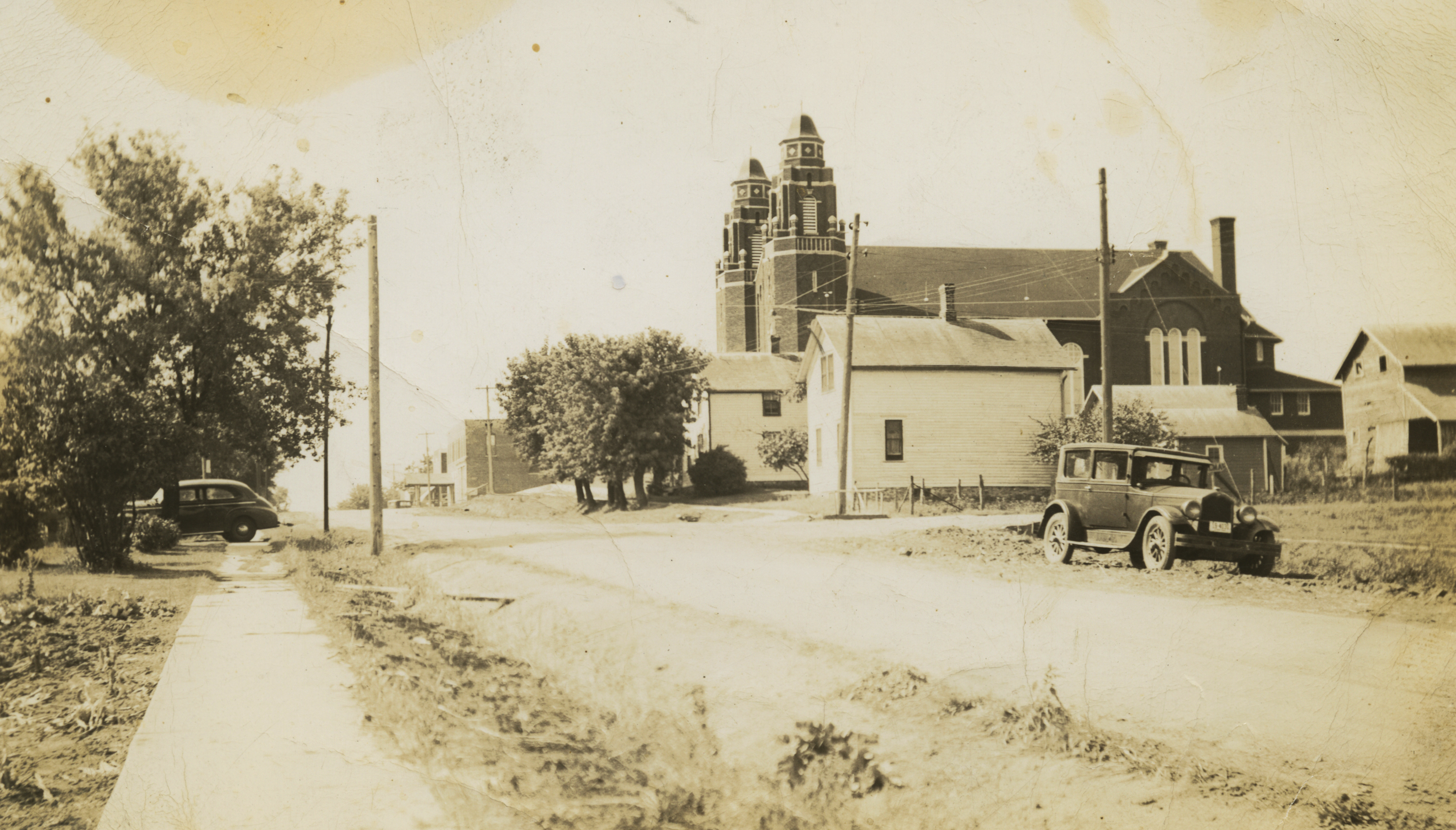
Mainstreet, 1930

## Source de la traduction
- (en) Cet article est partiellement ou en totalité issu de l’article de Wikipédia en anglais intitulé « North Washington, Iowa » (voir la liste des auteurs).